# Saperda bacillicornis
Saperda bacillicornis es una especie de escarabajo longicornio del género Saperda, tribu Saperdini, subfamilia  Lamiinae. Fue descrita científicamente por Pesarini & Sabbadini en 1997.

## Descripción
Mide 9,1-13,5 milímetros de longitud.

## Distribución
Se distribuye por China.